# The Hours That Remain
The Hours That Remain is het vierde studioalbum van de Deense melodic deathmetal band Mercenary. Het verscheen op 21 augustus 2006 bij Century Media Records. Het album is progressiever dan voorganger 11 Dreams.

## Tracklist
1. "Redefine Me" – 6:06
2. "Year of the Plague" – 5:29
3. "My World is Ending" – 5:26
4. "This Eternal Instant" – 6:10
5. "Lost Reality" – 8:02
6. "Soul Decision" – 5:03
7. "Simplicity Demand" – 6:35
8. "Obscure Indiscretion" – 4:46
9. "My Secret Window" – 6:29
10. "The Hours that Remain" – 8:07